# 荒川橋梁 (東北新幹線)
荒川橋梁（あらかわきょうりょう）は、東京都板橋区舟渡と埼玉県戸田市堤外の間で荒川に架かり、
東北新幹線上野駅・大宮駅間および東北本線の支線（通称埼京線）浮間舟渡駅・戸田公園駅間にある複々線の鉄道橋である。
約70 m上流側に国道17号の戸田橋が架かる。

## 建設
荒川の河口から25.0 kmの地点の荒川に架かる
橋長521.200 m、総幅員20.700 m（新幹線11.300 m、在来線9.400 m）、最大支間長86.7 mの鉄道橋である。東北新幹線と東北本線の支線（通称埼京線）である在来線が一体となっている橋梁で、周囲は住宅密集地であるため騒音と振動の問題を解決すべく、鋼コンクリート合成構造を持つ7径間の1箱形合成桁橋で。道床は弾性直結軌道式を採用している。発注者は国鉄資材局である。総鋼重は新幹線は4751 t、在来線は4525 tで、設計荷重は新幹線はN-16,P-17、在来線はK-12,S-16である。支間割は起点側から第1から第4が68.6 m、第5が72.8 m、第6が86.7 m、第7が74.6 mで、両側のプレストレスト・コンクリート桁で設けられた側径間を合わせると全長は639 mとなる。
終点側では、下り列車に対して左へ半径810 mの曲線が入っている。縦断線形は、左右両岸の堤防上道路から決定され、終点へ向けて1.1パーミルの上り勾配である。また橋脚の配置は戸田橋に合わせてある。合計8基の橋脚は、ニューマチックケーソン工が2基、鋼管矢板井筒工が6基である。地盤沈下が激しく、軟弱地盤で変位が大きくなることから、連続桁は不適当とされ、単純桁が採用された。これだけ長大なPC桁の実績がなく、トラス橋か合成桁の採用が必要となったが、防音設備の施工が容易であることから合成桁が採用された。列車荷重によるたわみ差の影響をなくすため、在来線と新幹線の桁は完全分離されている。
橋梁の建設に先立ち、1979年（昭和54年）1月12日14時より荒川河川敷の架橋地点で、地質調査を目的として数ヵ所のボーリング調査が約1ヶ月間実施されている。
橋梁の起工は1979年（昭和54年）12月19日である。なお、1980年（昭和55年）3月12日に工事現場近傍の星美学園による荒川橋梁建設工事中止の仮処分の申し立てが行われたが、後に和解が成立した（詳細は「赤羽台トンネル#反対運動」の項を参照）。
橋梁の製作会社は櫻田機械工業（サクラダ）、宮地鉄工所（現、宮地エンジニアリング）、横河橋梁製作所（現、横河ブリッジ）である。
設計管理は日本国有鉄道 東京第三工事局で、架設工事は株式会社間組が行い、架設工法として最も一般的な工法である、自走クレーン車もしくは台船によるベント工法が用いられた。ベントとは架設桁を支持するための仮設の構台の事である。
工費は約100億円である。橋梁の開通は先ず1985年（昭和60年）3月14日の東北新幹線の上野駅・大宮駅間の開通に合わせて新幹線部分の供用が開始され、次いで同年9月30日の埼京線の開通により在来線部分の供用が開始された。

## 開通後の運用
1987年（昭和62年）4月1日に橋梁は国鉄分割民営化により東日本旅客鉄道（JR東日本）に継承された。
2012年（平成24年）7月にJR東京耐震補強工事区が発足し、首都直下地震対策として橋脚にコンクリートを巻き立てるなどの耐震補強工事が2013年（平成25年）1月より実施された。施工は東鉄工業株式会社が担当し、2015年（平成27年）5月に工事が完了した。

## 周辺

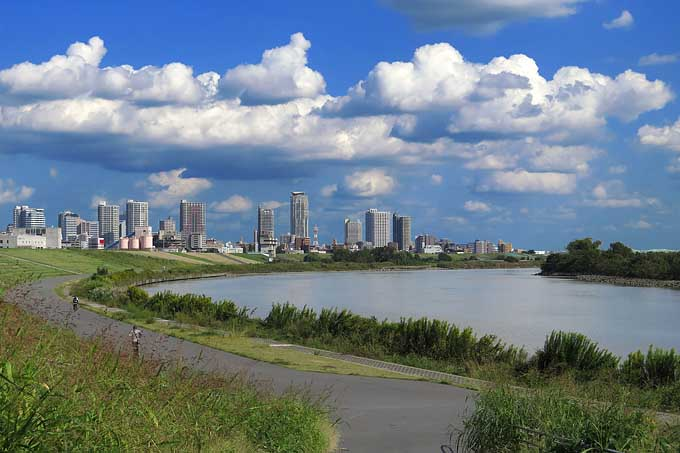
荒川橋梁付近より下流方向を望む。

橋の周辺は市街地となっている。荒川の流心は戸田市側に寄っているため、板橋区側の河川敷が広くなっている。河川敷は公園やゴルフ場などのレクレーション施設として利用されている。
- 戸田公園
- 戸田競艇場
- 戸田漕艇場
- 荒川戸田橋緑地
- 浮間公園 - 荒川の旧流路
- 板橋区立舟渡小学校
- 戸田市立戸田南小学校
- 戸田市立戸田第二小学校
- 戸田市立戸田中学校
- 赤羽ゴルフ倶楽部
- 荒川サイクリングロード

## 風景

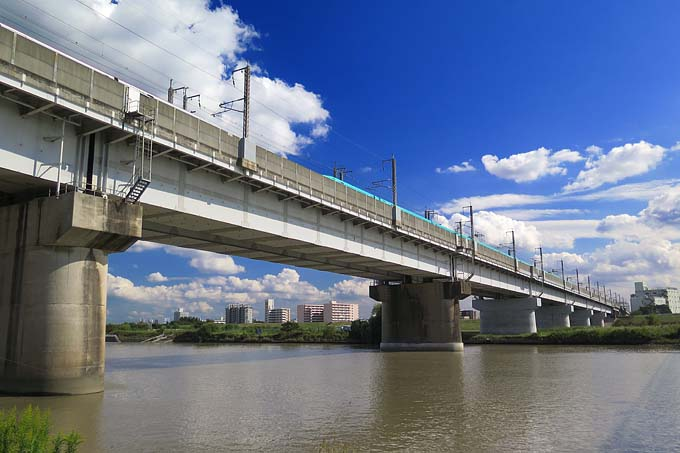
左岸上流側、低水路より。橋上を新幹線が走る。
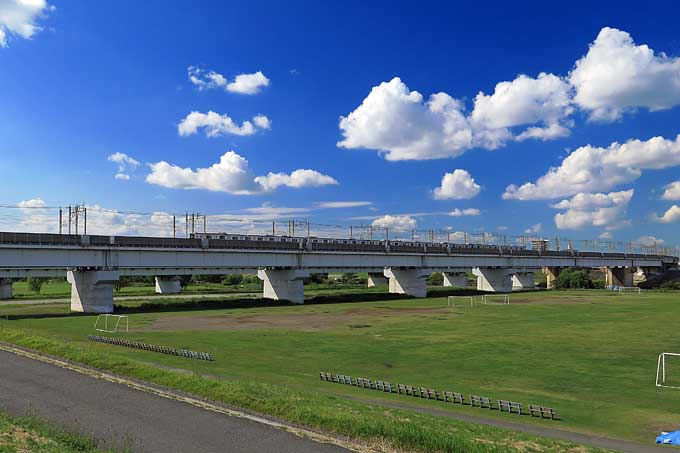
荒川橋梁を渡る埼京線列車。
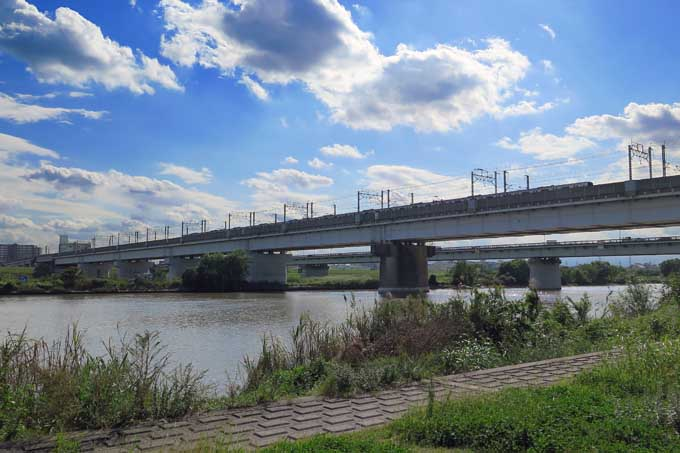
左岸下流側より。
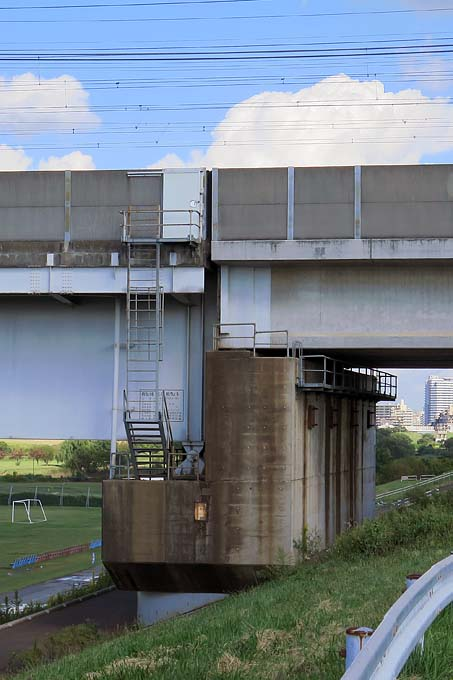
右岸側橋台。架け違いになっている。

## 隣の橋
- 荒川

（上流） - 笹目橋 - 戸田橋 - 荒川橋梁（東北新幹線） - 荒川橋梁（東北本線）- 新荒川大橋 - （下流）